# Suzzallo Könyvtár
A Suzzallo Könyvtár a Washingtoni Egyetem seattle-i campusán található. 1933 óta az intézmény 17. rektora, Henry Suzzallo nevét viseli.

## Története és kialakítása
A Bebb–Gould építészpárost három neogótikus épület megtervezésével bízták meg. A háromszögben elhelyezkedő létesítmények között óratorony állt volna, azonban az végül nem épült fel. Az eredeti tervek a Smith épület északkeleti falán található domborművön láthatóak.
A nyugati szárny 1926-ban, a déli pedig 1935-ben készült el; utóbbi fázisban félemelet, valamint lépcsőház létesült. Az 1963-ban elkészült harmadik szárny az eredeti tervektől eltérően nem neogótikus, hanem modern stílusban, beton és üveg felhasználásával készült el. A Kenneth S. Allen szárny 1990-ben nyílt meg. A 2000 és 2002 közötti felújítás során az épületet földrengésbiztossá tették; eközben a létesítmény továbbra is látogatható volt.
A mesterképzési olvasóterem falai kőből, mennyezete pedig fából készült, az üvegtáblák pedig a reneszánszot elevenítik fel. A terem két végén található beugrókba festett földgömbökön európai felfedezők nevei olvashatóak.
A homlokzaton az Allen Clark által tervezett domborművek láthatóak, amelyek művészek arcképét, valamint a világ egyetemeinek címereit ábrázolják. A főbejáratnál található kőfigurák a gondolkodást, inspirációt és kiválóságot jelentik.

## Gyűjteménye
A Washingtoni Egyetem hatmillió kötetéből 1,6 millió a Suzzallo és Allen könyvtárakban található. A gyűjtemény gyermekirodalmat, jogszabályokat, folyóiratokat és antik kiadványokat, valamint mikrofilmeket is tartalmaz.

## A tömegkultúrában
A könyvtár a 2018-as Moss című videójáték egyik helyszíne. A fejlesztő Polyarc több tagja is a Washingtoni Egyetemen végzett.

## Fordítás
- Ez a szócikk részben vagy egészben  a   Suzzallo Library című angol Wikipédia-szócikk ezen változatának fordításán alapul.  Az eredeti cikk szerkesztőit annak laptörténete sorolja fel. Ez a jelzés csupán a megfogalmazás eredetét és a szerzői jogokat jelzi, nem szolgál a cikkben szereplő információk forrásmegjelöléseként.